# Niklaus Aeschbacher
Pour les articles homonymes, voir Aeschbacher.
Niklaus Aeschbacher, né à Trogen le 30 avril 1917 et mort le 30 novembre 1995, est un compositeur et chef d'orchestre suisse.

## Biographie
Fils de Carl Aeschbacher, il étudie la musique à Zurich et Berlin. Après un poste de dirigeant à Berne il devient conducteur principal de l'Orchestre symphonique de la NHK à Tokyo en 1954 mais rentre à Berne deux ans plus tard. En 1964, il accepte un poste à Detmold où il enseigne à l'académie de musique de 1972 à 1982.
Entre 1930 et 1950, il compose un opéra, Die roten Schuhe, pour la station de radio suisse DRS, quelques pièces pour orchestre mais aussi pour musique de chambre.

## Source
- (de) Biographie à la Zentralbibliothek Zürich

## Source de la traduction
- (en) Cet article est partiellement ou en totalité issu de l’article de Wikipédia en anglais intitulé « Niklaus Aeschbacher » (voir la liste des auteurs).